# Isonychus variegatus
Isonychus variegatus är en skalbaggsart som beskrevs av Ernst Friedrich Germar 1824. Isonychus variegatus ingår i släktet Isonychus och familjen Melolonthidae. Inga underarter finns listade i Catalogue of Life.